# Stora pyramiden i Cholula

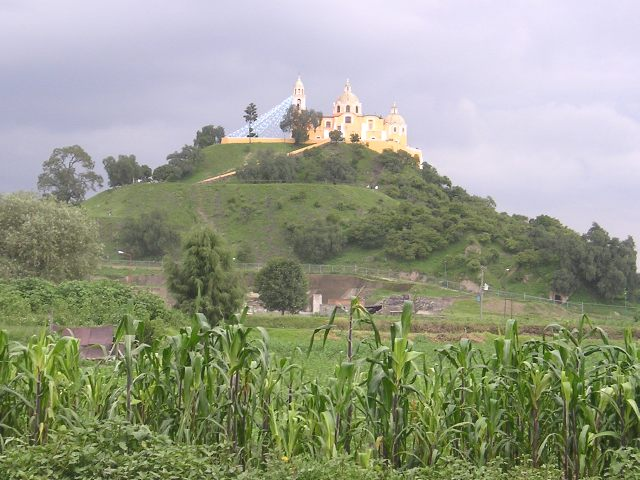
Stora pyramiden i Cholula år 2003.

Stora pyramiden i Cholula, eller på nahuatl Tlachihualtepetl, är en tempelbyggnad i Cholula, i delstaten Puebla i Mexiko. Dess namn på nahuatl betyder "handgjort berg". Den är den största pyramiden som arkeologerna hittills hittat, med en basyta som är fyra gånger större än Cheopspyramiden i Egypten. Pyramidens höjd är 66 m och bredden 450 m.

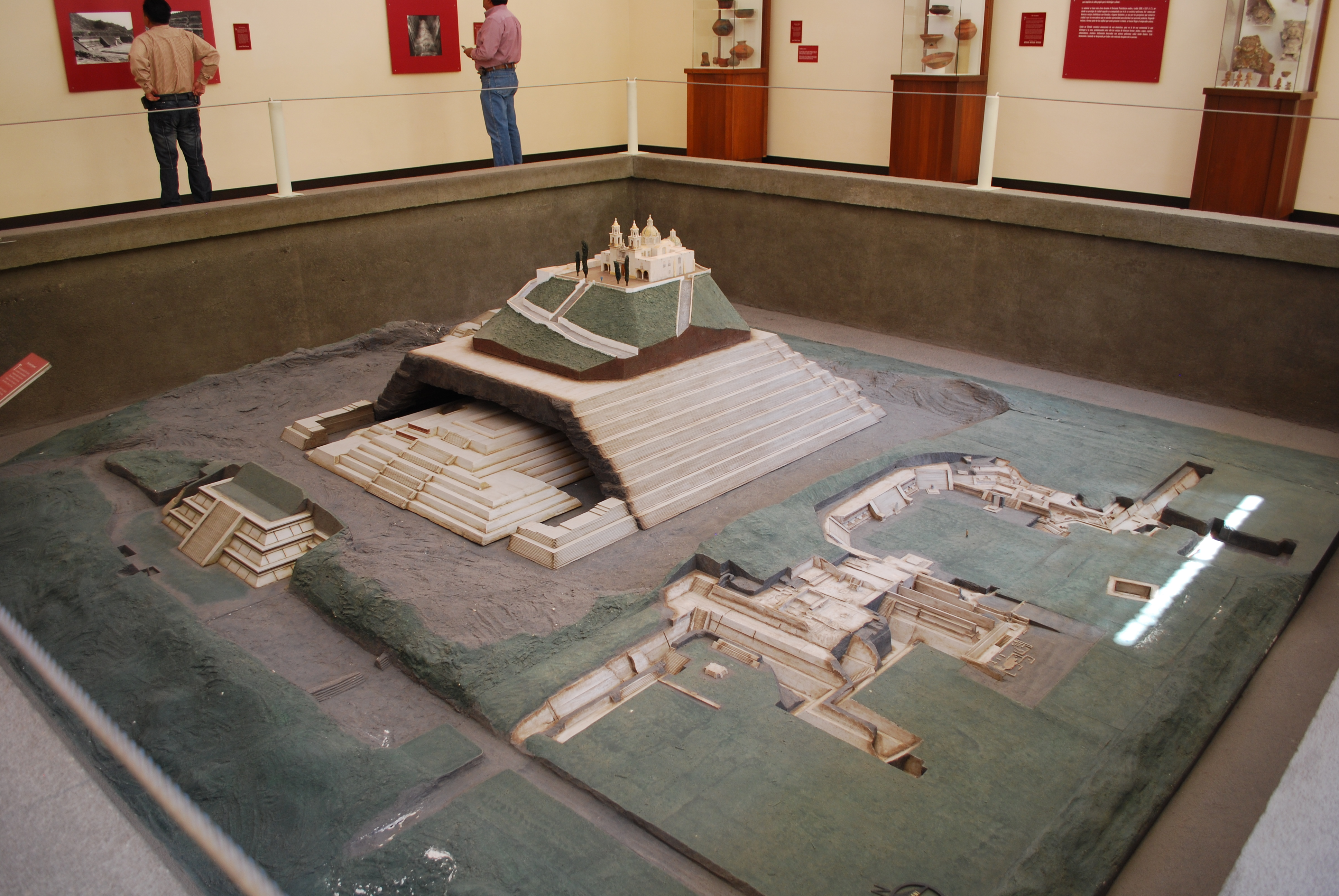
Modell över områdets byggnader.

## Historia
Pyramidens historia är relativt okänd, men byggandet börjades ungefär 300 f.Kr. Den är vigd åt aztekernas Quetzalcoatl, och området har varit heligt från början. Vetenskapliga utforskningar av pyramiden inleddes på 1930-talet.
Numera ser pyramiden ut som en kulle med en kyrka (Iglesia de Nuestra Señora de los Remedios) på toppen. Kyrkan byggdes år 1594.